# ウェード・アリソン
ウェード・アリソン（Wade Allison、1941年 - ）は、イギリスの物理学者。オックスフォード大学キーブル・カレッジ物理学名誉教授、同学院フェロー。オックスフォード大学D.Phil.。ICRPの被爆基準の批判者であり、福島原発事故への過剰反応に警鐘を鳴らした。主著に『放射能と理性︰なぜ「100ミリシーベルト」なのか』など。

## 経歴
第二次世界大戦下のイギリス生まれ。父親は北極船団に従事した英国艦隊航空隊のパイロットだった。
ラグビー校出身。1959年、自然科学の開放型奨学金を得てケンブリッジ大学トリニティ・カレッジに入学。1963年、第一部のトライポスで第一級を得て、次いで第二部では物理、第三部では数学を学んだ。その後、オックスフォード大学で博士研究として素粒子物理学に取り組み、同大よりD.Phil.を取得。その過程でオックスフォード大学の真空管式フェランティ・マーキュリー（Ferranti Mercury）計算機の操作を許された最後の学生となった。1967年にはオックスフォード大学クライスト・チャーチの研究講師として選出され、更に1851年博覧会王立委員会の特別研究員に選ばれた。アルゴンヌ国立研究所で2年を過ごした後、1970年にオックスフォード大学に戻った。
1976年、オックスフォード大学物理学部の大学講師に任命され、後に教授の称号を得た。同時期にオックスフォード大学キーブル・カレッジの指導研究者に選出される。1995年、ミネソタ大学の客員教授。専門研究の傍ら、オックスフォード大学物理学部の副議長、キーブル・カレッジの上級教員・準校長としても働いた。公式的には2008年に退職したが、その後も指導、講義、研究を続けている。2010年、キーブル・カレッジの名誉研究者の一人に選出された。

## 研究の関心
アリソンのバックグラウンドは実験素粒子物理学である。初期には新しい実験手法を開発し、これを欧州原子核研究機構におけるクォークの実験やアメリカ合衆国におけるニュートリノの実験に応用した。チェレンコフ放射、遷移放射、及び他のエネルギー損失（dE/dx）を含めた問題における相対論的な荷電粒子の分野で特別な研究を行った。
数年前に原子核物理学の応用に関する選択科目を開始したのをきっかけとして、彼の興味は医療物理学、特に安全性、療法、画像診断に移った。つまり放射線、超音波、核磁気共鳴に関わる領域である。3年をかけて、上級の学生に向けた『探査と画像作成のための基礎物理(Fundamental Physics for Probing and Imaging)』を執筆し(2006年刊)、ついで2009年には新著『放射能と理性(原題:Radiation and Reason) 』を出版した。同書は福島第一原子力発電所事故が発生したため急遽日本語に翻訳され、2011年7月に徳間書店から出版された。

## 被曝線量に関する見解と評価
一般に認められている、ICRPの被曝に関する勧告については影響の過大評価であるとの立場をとった。「しきい値あり仮説」の立場で月間100mSv、生涯被曝5000mSv以下では健康に被害をもたらさないとの見解を示し、福島原発事故に対する日本での過剰反応に警鐘を鳴らしたと主張している。こうした見解を示したことにより、アリソンの発言は、反核運動（反原子力運動）などを批判する報道や、温暖化ガスにからめた原発を擁護する論者によって引用されている。なお、アリソンは、2011年10月に自著『放射能と理性』の日本語版出版のおりに訪日した際、自身について、“これまで1度も原子力業界と密接な関係を持ったことのない純粋な1人の物理学者”と述べている。
著書『放射能と理性』に関する肯定的な評価として、インペリアル・カレッジ・ロンドンの最高責任者であったエリック・アッシュは「この本の結論に全く賛成であり、一般の読者に近づきやすい形で提供されていることがわかって大変嬉しい」と評し、英国の作家であり科学著述者のブライアン・クレッグ、英国物理学会が出版するCERNに関連したニュースや出来事を扱う月刊誌「CERN Courier」なども賛意を寄せた。
一方、否定的な評価としてJournal of Radiological Protectionの書評では「本書は専門書ではなく、一般大衆を対象として『被曝の脅威はそれほど大きくない』とする説が紹介されている。単純で、レトリックに富んだ、誤解を招くような内容で自分の意見を説いている。また異なった事象を強引に関連付け、技術的というより技巧的論説を繰り広げている」と評した。
Journal of Radiological Protectionが紹介した『放射能と理性』についての書評の原文
“His view of less threatening effect of the ionizing radiation, is much less accepted concepts. This book is targeted general public not scientific community and intended to winning support over to his point of view by the exercise of rhetoric and simplistic, misleading analogies.”
“The concept of negotiation between stakeholder groups with different interests or of consensus building to agree a way forward does not get much attention.”
“Another concept that is fundamental to the author’s argument is that of non-linear responses. His arguments are primarily rhetorical rather than technical.”

## 略歴
- オックスフォード大学キーブル・カレッジ名誉研究者(2010)
- オックスフォード大学キーブル・カレッジ特別選択研究者及び上級カレッジ講師(2008)
- ミネソタ大学物理・天文学部客員教授(1995)
- オックスフォード大学キーブル・カレッジ指導研究者(1976-2008)
- オックスフォード大学物理学大学講師(1976-2008)
- オックスフォード大学原子核物理学研究所研究官(1970-1975)
- アメリカ合衆国、イリノイ州アルゴンヌ国立研究所にて博士研究員(1968-1970)
- オックスフォード大学クライスト・チャーチ研究講師(1966-1971)
- オックスフォード大学クライスト・チャーチ博士課程(1963-1968)
- ケンブリッジ大学トリニティ・カレッジ第一部(自然科学分野)・第二部(物理学)・第三部(数学)の開放型奨学生(1959-1963)

## 著作

### 書籍
『放射能と理性 : なぜ「100ミリシーベルト」なのか』(原題 - Radiation and Reason: The Impact of Science on a Culture of Fear) (峯村利哉訳、徳間書店、2011年7月) ISBN 978-4-19-863218-2 (Website: http://www.radiationandreason.com)
- Fundamental Physics for Probing and Imaging. Oxford University Press (2006)

### 主要論文
- Wade Allison, Life and Nuclear Radiation: Chernobyl and Fukushima in Perspective, European J. of Risk Regulation (Lexxion, Berlin) 2(2011)373
- Wade Allison, We Should Stop Running Away from Radiation, Philosophy and Technology (Springer) 24(2011)193
- WWM Allison et al., Ab initio liquid hydrogen muon cooling simulations with ELMS, J Phys G Nucl. Part. Phys. 34(2007)679-685
- G Alner, D Ayres, G Barr et al., Neutrino Oscillation Effects in Soudan-2 Physical Review D, 72 (2005), 052005 23pp
- WWM Allison Calculations of energy loss and multiple scattering (ELMS) in Molecular Hydrogen J Phys G, 29 (2003), 1701–1703
- WWM Allison et al., The atmospheric neutrino flavor ratio from a 3.9 fiducial kiloton year exposure of Soudan2 Physics Letters, B 449 137 (1999)
- WWM Allison An article in Experimental Techniques in High Energy Physics, ed. Ferbel, World Scientific (1991)
- WWM Allison and JH Cobb, Relativistic Charged Particle Identification by Energy Loss  Annual Reviews in Nuclear & Particle Science, 30 (1980), 253

## 参照
1. ↑  Wade Allison. Oxford Biomedical Imaging Network, 2011. Retrieved 14 September 2011.
2. ↑  BBC "Viewpoint: We should stop running away from radiation" (2011-3-26) 閲覧2011-11-13
3. ↑  ガーディアン “Irrational fears give nuclear power a bad name, says Oxford scientist” (2010-1-10) 閲覧2011-11-14
4. ↑  日経ビジネス「ウェード・アリソン 日本の被曝限度は厳しすぎる 私が月間100mSvを許容する理由閲覧2011-11-13
5. ↑  "I very much agree with the conclusions of this book, and am very pleased to see them presented in a style that makes them accessible to the general reader."(関連サイトのReviews and comments)
6. ↑  英国物理学会(Institute of Physics) Book Reviews “Radiation and Reason”閲覧2011-11-14